# スコッチテープ
スコッチテープ（英:  Scotch Tape）は3Mが生産する感圧接着テープのブランド名であり、スコッチブランドの一部である。スコッチブランドの製品としてはほかに録音用の磁気テープがあった。

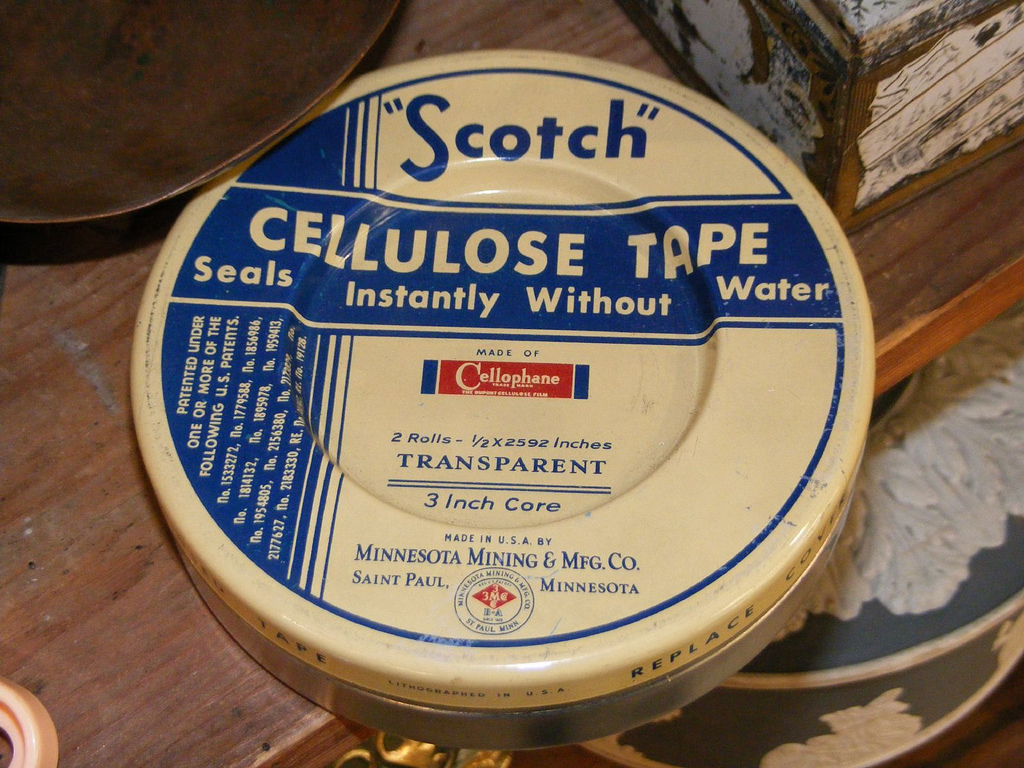
スコッチブランドの昔のパッケージ

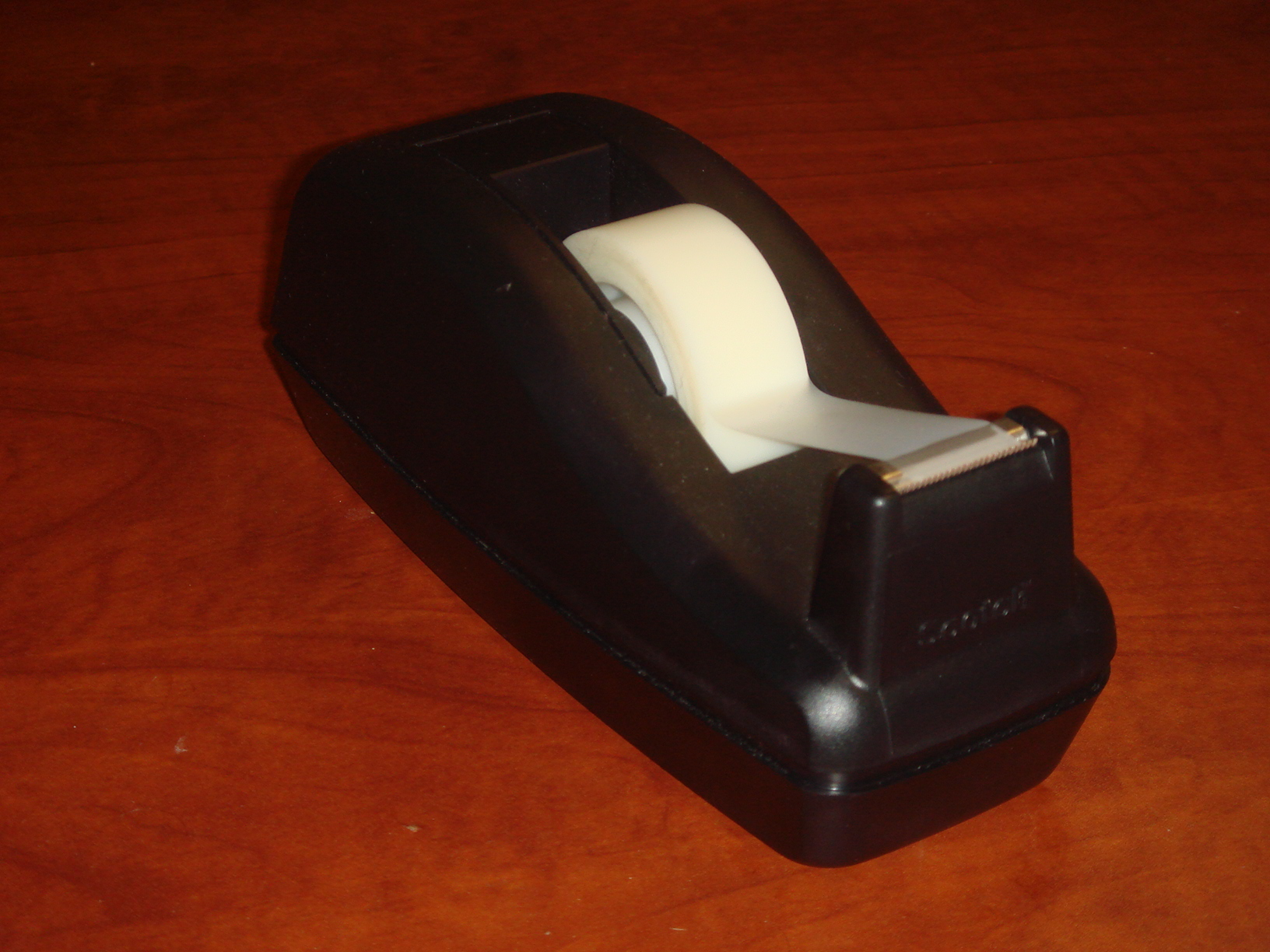
メンディングテープ用のテープカッター

## 歴史
1920年代に、リチャード・ガーリー・ドルーによって、当時の新素材であったセロファンの封をするために開発されたものが現在のスコッチテープの原型になった。

## 商標
スコッチテープは商標でありブランド名でもあるが、一般名称として使われることもある。スコッチブランドのテープには、色や（基材や接着剤などの）構成素材において多種多様な製品がある。
1920年代当時、スコッチテープという名称の中に含まれるスコッチという言葉は「けちんぼ」を意味する悪口として使われていた。スコッチというブランド名は、1925年ごろにリチャード・ガーリー・ドルーがマスキングテープに必要な接着剤の量をテストしていた際に、試用したマスキングテープのサンプルの出来にいらいらした自動車の塗装工が、テープの接着剤の量にたいして不満を言ったことに由来する。そしてその名前が3Mのテープ製品全体で使われることとなった。
Scotty McTapeはキルトを着たキャラクターであり、1944年の登場後20年に渡ってブランドのマスコットとして使われた。ウォレスタータンのデザインが使われだしたのは1945年のことであった。
またアメリカでは、「Scotch」、「Magic Tape」は3Mの商標である。スコッチガード、スコッチライト、スコッチブライトなど、ブランド名の頭にスコッチを使う以外にも、1990年代までは、（主には業務用の）オーディオ用磁気テープの製品名として使っていた。1997年には磁気テープからは撤退して、またクァンテジー（アンペックスから独立した会社）への売却を行った。

### マジックテープ
マジックテープ（英:  Magic Tape）は3M製の粘着テープのブランドであり、格子模様の包装が特徴的である。
マジックテープは1961年に発明され、同年に販売が開始されたつや消しテープである。巻かれた状態では白っぽい見た目であるが紙に貼ると見えなくなる。マジックテープは乾燥や変色に強く、貼った上から文字を書くことができ、また接着力が強いタイプなど様々なバラエティがある。プレゼントの包装への使用例が紹介されており、また1997年にはスコッチギフトラップテープが発売された。
2018年現在、「マジックテープ」は日本では面ファスナーに対するクラレの商標である。代わりに「メンディングテープ」という名前がつけられ、緑と黄色の格子模様の包装がなされている。

## 科学とのかかわり

### X線の観察
巻いてあるスコッチブランドのテープを真空中で剥がすとX線が発生することが、1953年にソビエトの科学者によって分かった。また2008年にアメリカの科学者が行った実験によって、人間の指のレントゲンを撮るのに十分なほどのX線が発生することが分かった。

### スコッチテープ法
層状物質にテープを貼り付けて剥がし、テープに残った部分にさらに同様の操作を繰り返すことで単層（ないしは少数の層）の物質を作成する手法が存在し、主にスコッチテープが用いられることからスコッチテープ法と呼ばれている。グラフェンは、グラファイトをスコッチテープ法で単層膜にしたものを基板に転写することで作製できる。このようにして得られたグラフェンにおいては、質量ゼロのディラック方程式に基づく電気伝導性を示すことが知られ、この実証により2010年のノーベル物理学賞がアンドレ・ガイムとコンスタンチン・ノボセロフに与えられた。
スコッチテープ法はその他の層状物質にも適用可能であり、二次元性物質の物性研究に広く用いられている。